# De regreso (Star Trek: La nueva generación)
"De regreso" es el episodio número 13 de la séptima temporada de la serie de televisión de ciencia ficción Star Trek: La nueva generación. Fue exhibida por primera vez el 17 de enero de 1994.

## Resumen
En este episodio el teniente Worf, el jefe de seguridad klingon de la nave estelar de la Flota Estelar de la Federación USS Enterprise (NCC-1701-D), se reúne con su hermanastro Nikolai Rozhenko, un antropólogo de la Federación quien ha desarrollado una involucración personal muy fuerte con una cultura extraterrestre.

## Trama
Fecha estelar 47423.9. La Enterprise recibe una llamada de auxilio de Rozhenko, actualmente destinado a Boraal II, un planeta de clase M que está en medio de una catástrofe atmosférica.
A su llegada, encuentran que el puesto de observación de la Federación está desierto, pero al mismo tiempo detectan que el escudo de un campo de fuerza ha sido colocado para proteger una serie de cavernas. En un esfuerzo para determinar la suerte de Rozhenko, y conscientes de que la avanzada tecnología del escudo no es nativa del planeta, el capitán Jean-Luc Picard decide enviar una partida de desembarco a investigar. Preocupado por su hermano, Worf se ofrece de voluntario, Picard le ordena ir solo y someterse a una cirugía para alterar su apariencia y poder pasar por un nativo Boraalano para prevenir cualquier posible contaminación de la cultura del planeta. Worf se transporta al planeta y descubre que su hermano instaló el escudo para proteger a los habitantes locales que él había ordenado observar. Mientras aliviado de que Nikolai esté a salvo, Worf está preocupado por lo que su hermano ha hecho y le cuenta que él sólo puede posponer las muertes de los aldeanos.
Rozhenko se reúne con los oficiales superiores de la nave en la sala de observación y les describe su plan para que una aldea del planeta condenada sobreviva mediante el establecimiento de una biósfera artificial oculta. Picard le contesta que no hay nada que la Enterprise pueda hacer ya que lamentablemente la Directiva Principal de la Federación les prohíbe cualquier interferencia con el desarrollo natural de la civilización Boraalana.
Después de presenciar la ocurrencia de la disipación de la atmósfera, un evento a nivel de extinción, la tripulación queda extrañada por un inesperado drenaje de energía, cuyo origen es detectado por Worf como originándose en la holocubierta. Al ir a investigar la causa, él se encuentra con que su hermanastro ha transportado a la población de la aldea Boraalana a bordo de la nave en directa violación de la Directiva Principal y los deseos del capitán Picard. Rozhenko ha usado la holocubierta para replicar cavernas idénticas a las del planeta, engañando a los aldeanos y haciéndoles pensar que ellos aún están en el planeta Boraal II.
Rozhenko le cuenta a Worf y a Picard que él cree que al ofrecerle a la cultura Boraalana una posibilidad de supervivencia es más importante que seguir los conceptos abstractos de la Directiva Principal. Él promueve su plan mejorado de transportar a los Boraaleanos a un nuevo hogar a un planeta habitable diferente sin su conocimiento, donde su civilización pueda crecer y expandirse. Dándose cuenta de que Rozhenko no le ha dado ninguna otra opción, Picard autoriza renuentemente el plan y le ordena al Oficial Médico, la doctora Beverly Crusher, y al Oficial de Operaciones, el teniente comandante Data encontrar un nuevo planeta que sea el hogar para los Boraaleanos.
Crusher y Data escogen el planeta Vacca VI como un potencial nuevo planeta Boraaleano, pero está a casi dos días de distancia a máxima velocidad warp. El Jefe de Ingenieros de la nave, el teniente comandante Geordi La Forge, le informa a Picard y Rozhenko que el programa de la holocubierta no puede funcionar por tanto tiempo, ya que la holocubierta y varios otros sistemas de la nave fueron afectados adversamente por la exposición a la onda de radiación plasmónica generada por la disipación de la atmósfera. Rozhenko se ofrece como voluntario para regresar donde los Boraaleanos y ayudarles a racionalizar y explicar cualquier anomalía que el programa de la holocubierta generé y que los aldeanos puedan ver. Un desconfiado Picard le ordena a Worf que lo acompañe, cosa que Worf encuentra difícil de acatar ya que él está enojado por las acciones de su hermanastro y no quiere tener nada que ver con él nunca más.
Regresando a la holocubierta, Nikolai y Worf le dicen a los Boraalanos que ellos los guiarán a través de las cavernas a un nuevo hogar muy lejos del anterior. A medida que ellos viajan Geordi altera gradualmente el programa de manera tal que el terreno se parezca al ligeramente diferente medioambiente del nuevo mundo que servirá de hogar a los Baraalanos. Varios errores del programa al final ocurren pero los dos hermanastros cooperan para explicarlos. Worf y Rozhenko tienen una fuerte discusión y casi llegan a los golpes, cuando Worf se entera de que su hermanastro ha embarazado a unas de las pobladoras, y además Nikolai le dice a Worf que pretende permanecer con los Boraalanos.
La situación se vuelve aún más complicada cuando Vorin, el cronista de la aldea, se las arregla para encontrar un camino fuera de la holocubierta y sufre un severo choque cultural cuando se da cuenta de la realidad que existe fuera de la holocubierta. La consejera Deanna Troi y Picard tratan de ayudarlo a adaptarse, ofreciéndole la opción de regresar a su aldea o quedarse y hacer una nueva vida con ellos en la nave. Vorin les dice que él desea regresar con su gente, pero él piensa que no puede vivir el resto de su vida conociendo y guardando los secretos que ha aprendido, sin embargo él se da cuenta de que su gente pensará que él es un mentiroso o un loco si les cuenta la verdad. Al interior de la holocubierta, Rozhenko está devastado con la posibilidad de que Vorin regrese e informe a los otros aldeanos acerca de la realidad de su situación, lo que echaría por tierra todo el trabajo que él y Worf han hecho y destruirá todo en lo que creen los aldeanos. Finalmente Vorin no puede vivir con lo que él ha descubierto y comete una forma ritual de suicidio.
La Enterprise finalmente llega al nuevo mundo Boraalano, e ignorantes del hecho de que ellos han dejado su planeta original, los aldeanos son teletransportados al eventual sitio de la nueva aldea en la superficie del planeta. Worf y Nikolai finalmente hacen las paces cuando Worf admite que la raza Boraalana no habría sobrevivido si no fuera por los métodos no convencionales de su hermanastro. Nikolai apacigua más a Worf al decirle que él finalmente asumirá su responsabilidad permaneciendo con su futura esposa y con los aldeanos y que formará su hogar con ellos y que será el nuevo cronista de la aldea. Worf le responde que el explicará la elección de Nikolai a sus padres y convence a Nikolai de dejarle retener una parte de la crónica como un recuerdo.
De regreso a bordo de la Enterprise Picard le comenta a Crusher que a pesar de que el plan para los Boraalanos salió bien, él quedó decepcionado y triste de que Vorin no fuera capaz de saltar la brecha entre sus dos culturas.